# Fajã de Entre Ribeiras

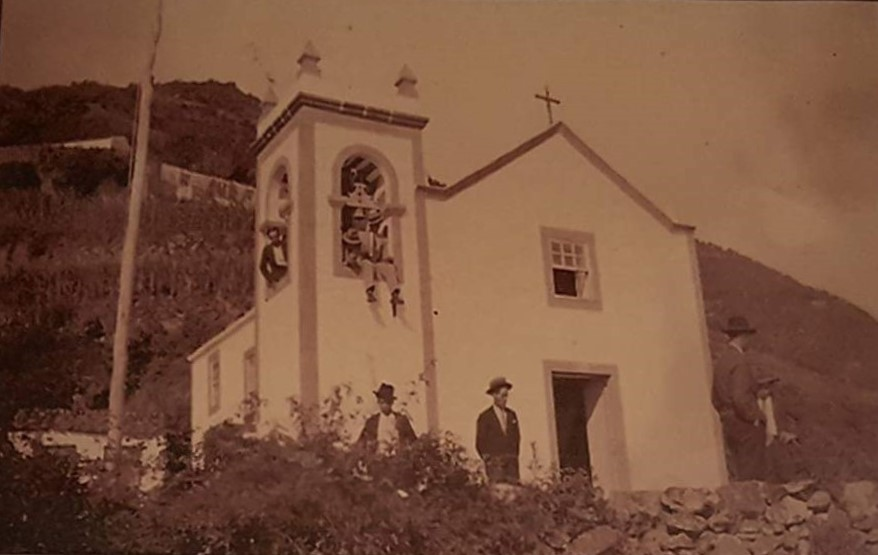
Ermida do Senhor Bom Jesus, da Fajã de Entre Ribeiras, destruída pelo sismo de 1980. Provável data da fotografia do início da década de 1960.

Bela fajã que pertence à freguesia de Santo Antão, Concelho da Calheta (Açores) e situa-se na costa Norte da ilha de São Jorge, entre a Fajã do Sanguinhal e a Fajã do Salto Verde.
O acesso a esta fajã é feito por um estreito e alcantilado atalho que desce pela Serra do Topo.
Antigamente, antes do terramoto de 1980, havia um atalho que fazia ligação com a fajã do Sanguinhal.
No extremo da fajã foi construída uma ermida dedicada à invocação do Senhor Bom Jesus do Ecce Homo, com esmolas dos fiéis. Esta capela foi benzida no dia 4 de Agosto de 1894, tendo sido também destruída pelo terramoto de 1980, sendo a imagem do Padroeiro transferida para a localidade do Cruzal, onde mais tarde foi erigida uma nova ermida a expensas dos emigrantes que desta fajã partiram e residem nos Estados Unidos e Canadá.
É uma fajã abrigada por rochas altíssimas e cortadas a pique sobre o mar. Devido ao perigo iminente de derrocadas as crianças eram amarradas enquanto brincavam no exterior e os pais cuidavam das terras !!
Como o seu próprio nome indica, esta fajã fica situada entre duas ribeiras cujas permanentes águas antigamente faziam trabalhar dois moinhos.
Em tempos idos houve nesta localidade cerca de seis casas que foram construídas ao longo de uma das ribeiras e havendo ainda uma outra junto à ermida. Os habitantes criavam gado e cultivavam as terras com vinha. O inhame era de boa qualidade devido à abundância de água.
Com o terramoto de 1980 este local foi abandonado e as suas ruínas cobertas com trepadeiras, estão praticamente invisíveis deixando no coração de que visita a fajã uma forte sensação de nostalgia encanto e mistério.